# Stralauer Allee
Die Stralauer Allee ist ein mehrspuriger Verkehrsweg im Berliner Ortsteil Friedrichshain des Bezirks Friedrichshain-Kreuzberg. Sie beginnt an der Straßenkreuzung Am Oberbaum Ecke Mühlenstraße und Warschauer Straße und führt parallel zur Spree entlang des Osthafens bis zum Markgrafendamm. Ihren Namen bekam sie nach ihrer Richtung zum Dorf Stralau am 7. Juni 1896. Die Allee ist gleichzeitig ein Teil der B 96a.

## Lage und Straßengeschichte
Die Stralauer Allee bildet im Straßenzug mit der Stralauer Str., der Holzmarktstraße, dem Stralauer Platz und der Mühlenstraße eine der nach Norden und Osten führenden radialen Ausfallstraßen von Berlin, die vom historischen Zentrum der Stadt, dem Molkenmarkt, also im Wesentlichen vom Alexanderplatz, ausgehen.
Die Allee diente im 18. Jahrhundert als Fahrweg der Kutschen vom Stadtzentrum südostwärts bis zur Stralauer Halbinsel oder weiter Richtung Rummelsburg und Köpenick. In einer Veröffentlichung des Verlegers Nicolai heißt es zu dieser Straße im Jahr 1786: „Vor dem Stralauer Tore führt ein Damm mit einer angenehmen Allee besetzt, bis nach Stralau.“ Teile dieser Straßentrasse trugen verschiedene Namen:
In dem von James Hobrecht erarbeiteten Verkehrswegeplan für Berlin war sie in den 1860er Jahren als Straße 41 in der Abteilung XIV eingetragen. Im Berliner Adressbuch von 1863 ist er als Vor dem Stralauer Thore enthalten, allerdings mit nur vier Hausnummern. Eine davon ist der Direktion der Wasserleitung zugeordnet. Um etwa 1900 wurde dieser Name offensichtlich gelöscht.
Im Jahr 1901 waren 42 Parzellen erschlossen: auf der Ostseite die Nummern 1–16, Am Oberbaum beginnend (heute: Oberbaumbrücke). Sie verlief dann südostwärts bis zum Markgrafendamm und führte in Hufeisennummerierung von dort wieder nordwestwärts bis zum Warschauer Platz mit der Nummer 42 endend.
Zwischen diesem Verkehrsweg und dem Lauf der Spree haben sich wegen der guten Wasser-Transportmöglichkeiten in den letzten Jahrhunderten mehrere Lagerplätze herausgebildet, unterbrochen durch eine Spree-Badeanstalt (Nummer 5; im Jahr 1893 auf einem Stadtplan als Berliner Schwimmschule bezeichnet), zwei Flächen für Wassersport-Klubs sowie einige Gastwirtschaften. In der ersten Hälfte des 20. Jahrhunderts fasste die Stadt Berlin als Eigentümer aller dieser Stätteplätze diese zu einem umfangreichen Umschlaghafen zusammen, der den Namen „Osthafen“ erhielt.
Für die notwendigen Straßenarbeiten, aber vor allem für die Herstellung eines glatten Fahrbahnbelags (Asphalt) hatte sich auf der Parzelle 20c die Londoner Firma The French Asphalte gegen Ende des 19. Jahrhunderts niedergelassen.
Direkt auf der Ecke an der späteren Warschauer Straße befand sich das Baubüro der Firma Siemens & Halske (Parzellen 40/41), die ja mit der Anlage des Bahnbetriebs über die Oberbaumbrücke beauftragt war.
Bis 1967 fuhren über die Stralauer Allee auch Straßenbahnen, zuletzt die der Linie 82. Die Gleise der Straßenbahnen wurden zu Gunsten des Autoverkehrs aufgegeben und überasphaltiert. 2023 kamen diese Gleise bei Bauarbeiten aufgrund eines Wasserrohrbruchs wieder zutage und mussten zum Teil vollständig entfernt werden. Die Allee musste in diesen Bereich für mehrere Monate vollständig gesperrt werden und wurde im April 2024 wieder vollständig freigegeben.
Mit der politischen Wende verlor der Osthafen seine wirtschaftliche Bedeutung, er wurde als Güterumschlagplatz später sogar aufgegeben. Einzelne Bauten wurden verkauft und werden anderweitig genutzt. Auch Neubauten auf freien Flächen sind hinzugekommen. So sind vor allem ein nhow Hotel und die Deutschland-Zentrale des Coca-Cola-Konzern zu nennen.
Aus den dichtbewohnten Mietshäusern der Nordostseite der Stralauer Allee (Nummern 23 und 24) wurden in der Zeit des Nationalsozialismus sechs Menschen inhaftiert und kamen durch Folter oder direkt in Konzentrationslagern um (siehe Liste der Stolpersteine in Berlin-Friedrichshain).

## Bebauung

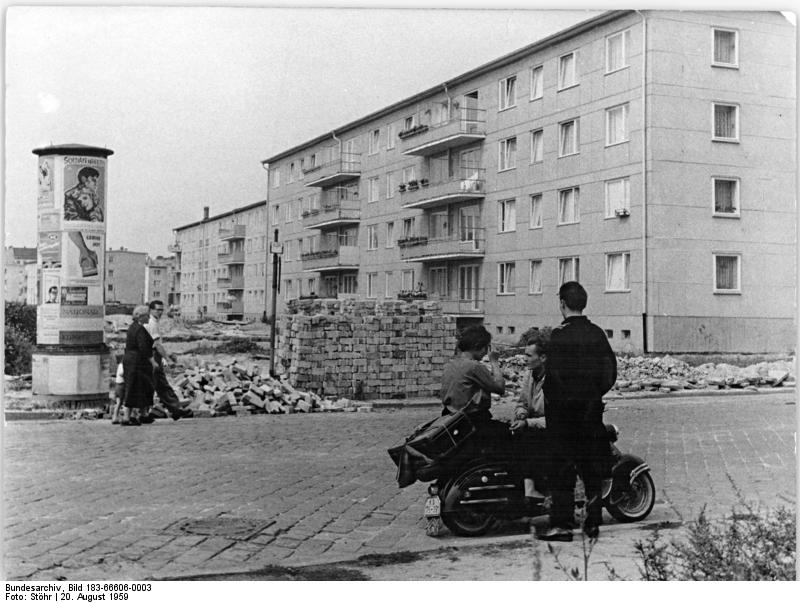
Recycelte Ziegelsteine vor fertigen Neubauten, 1959

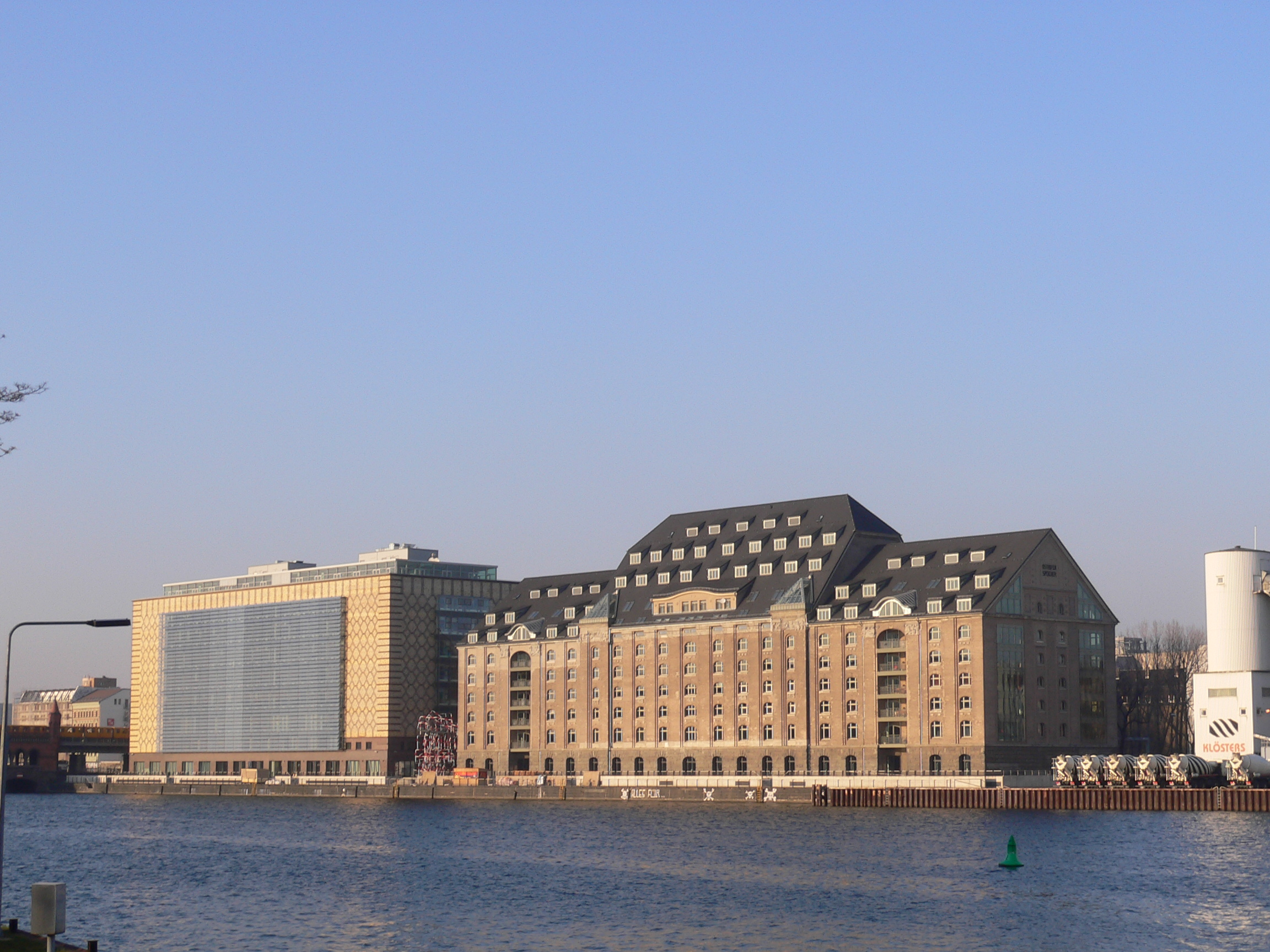
Ehemaliges Eierkühlhaus und Spreespeicher am Osthafen

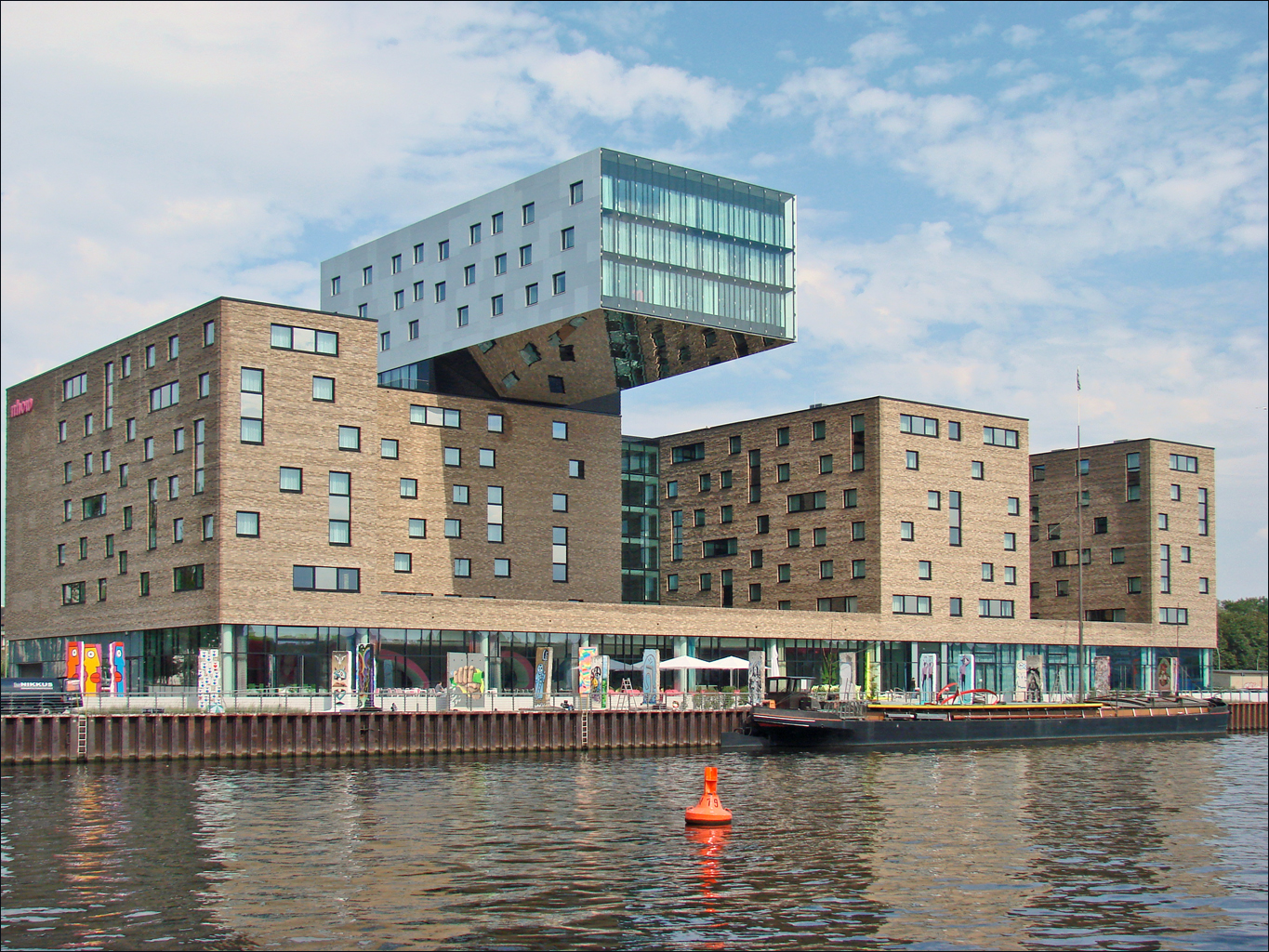
Hotel nhow Berlin, 2011

Die Wohnbauten befinden sich größtenteils auf der nordöstlichen Straßenseite. Nachdem einige Mietshäuser zum Ende des Zweiten Weltkriegs zerstört waren, räumten Aufbauhelfer die Ruinen ab. An ihrer Stelle ließ der Ost-Berliner Magistrat ab den späten 1950er Jahren Neubauten errichten.
Direkt nach der Kreuzung Mühlenstraße und Warschauer Straße, in unmittelbarer Nähe der Oberbaumbrücke, zweigt hinter der Hochbahnbrücke der U-Bahn-Linien U1 und U3 der Warschauer Platz ab. Nordöstlich der Stralauer Allee befindet sich das Rudolfviertel mit einer engen Wohnbebauung rund um die Rotherstraße und den Rudolfplatz sowie die Oberbaum City.
Teile des Osthafens, genauer die Nummern 1–16, stehen unter Denkmalschutz, außerdem der Spreespeicher, das Ende der 1920er Jahre gebaute Eierkühlhaus sowie das Doppelmietshaus Nr. 23a/b aus dem Jahr 1900.
Auf der Nordostseite der Allee vor dem Warschauer Platz hatten die Berliner Wasserwerke eine größere Fläche erworben und hier Einrichtungen für die Trinkwasserversorgung errichtet (Parzelle 38). Einige dieser Industriebauten sind erhalten, haben allerdings nicht mehr die Adresse ‚Stralauer Allee‘.